# ウィリアム・エンプソン
ウィリアム・エンプソン（William Empson　1906年9月27日 - 1984年4月15日）は、英国の文学批評家、詩人。

## 経歴
1906年、ヨークシャー州に生まれた。プレパラトリー・スクールの頃から数学に関心を持っており、ウィンチェスター・カレッジへ奨学金を得て入学。1925年、ケンブリッジ大学へ入学して数学を専攻した。
のち文学批評に転じ、アイヴァー・リチャーズの影響を受ける。1930年『曖昧の七つの型』を発表。1931-1934年には、東京文理科大学で教え、帰国後、『牧歌の諸変奏』（1935）を発表。1937年北京大学に赴任し、1940年戦争のため帰国。
戦後、1947年から1952年まで、再び北京大学で教鞭をとった。1953年、シェフィールド大学英文学教授に就任。1971年に同大学を退任後、名誉教授となった。

## 研究内容・業績
ニュー・クリティシズムの重要な批評家であった。自らも詩作し、詩集を出している。

## 邦訳された著書
- 『曖昧の七つの型』星野徹・武子和幸訳、思潮社 1972
- 『曖昧の七つの型』岩崎宗治訳、研究社 1972、新版1985。岩波文庫（上下）2006。水声社 2022
- 『牧歌の諸変奏』柴田稔彦訳、研究社出版 1982

## 関連書籍
- 『エンプソン入門 Empson:Seven types of ambiguity 第一章の研究と注釈』早稲田大学エンプソン研究会編 北星堂書店 1972